# دیوان محاسبات (آمریکا)
دیوان محاسبات (آمریکا) (به انگلیسی: Government Accountability Office) یک سازمان تحقیقاتی، ارزیابی و حسابرسی کنگره آمریکا است. این سازمان در شاخه قانون‌گذاری دولت ایالات متحده جای گرفته است.